# Sikkim

Dawna flaga Królestwa Sikkim

Sikkim (hindi, nepal. सिक्किम, trb.: Sikkim, trl.: Sikkim; ang. Sikkim) – jeden ze stanów Indii, położony w ich północno-wschodniej części, po Goa najmniejszy pod względem powierzchni. Stolicą stanu jest miasto Gangtok.
W XIX wieku brytyjski protektorat, później protektorat już niepodległych Indii, choć formalnie panowała niezależna monarchia na czele z królem z dynastii Namgjalów, tytułujących się jako czogjalowie. W 1974 r. otrzymał status stanu stowarzyszonego Indii (ang. Associate State), a w 1975 r. przyłączył się do Indii jako 22. stan w wyniku plebiscytu, w którym 97% obywateli wypowiedziało się za detronizacją króla.
Symbolem tego stanu jest kuropatnik.

## Historia
Pierwsze wzmianki o Sikkimie w źródłach pisanych są związane z podróżą buddyjskiego świętego Guru Rinpocze, założyciela buddyzmu tybetańskiego, który odwiedził Sikkim w VIII wieku. Guru Rinpocze pobłogosławił ten kraj, rozpowszechnił w nim buddyzm i przepowiedział utwierdzenie monarchii za kilka stuleci. W XIV wieku książę Khye Bumsa z Tybetu wschodniego odbył podróż na południe, a jego potomkowie później stali się królami (czogjalami) Sikkimu. W 1642 roku potomek Khye Bumsy, Phuntsog Namgyal, został ogłoszony pierwszym królem Sikkimu w Yuksomie przez trzech wielkich lamów, którzy niezależnie od siebie przybyli do Yuksomu z północy, zachodu i wschodu. Yuksom stał się pierwszą stolicą Sikkimu.
W 1700 r. Bhutan zaatakował Sikkim, korzystając ze wsparcia przyrodniej siostry czogjala, której roszczenia do tronu zostały odrzucone. Dziesięć lat później Butańczycy zostali wyparci przez Tybetańczyków, którzy przywrócili władzę królewską. W okresie od 1717 do 1733 r. Sikkim był stale atakowany przez Nepal (który raz całkowicie zniszczył stolicę) z zachodu i Bhutan ze wschodu. W wyniku tych wydarzeń Sikkim utracił dużą część swojego terytorium.
W latach 1775–1815 około 180 000 etnicznych Nepalczyków z wschodniego i środkowego Nepalu osiedliło się w Sikkimie. Sikkim zwrócił się następnie z prośbą o wsparcie do Brytyjskiej Kompanii Wschodnioindyjskiej, która rozszerzała swoje wpływy w północnych Indiach. Nepal ponownie zaatakował Sikkim i zajął większość jego terytorium, włącznie z Terajem. W odpowiedzi, w 1814 r., wojska Kompanii Wschodnioindyjskiej zaatakowały Nepal, co doprowadziło do wojny z Gurkhami. Traktat sugaulijski między Indiami Brytyjskimi a Nepalem oraz traktat titalijski między Sikkimem a Indiami Brytyjskimi doprowadziły do ustępstw terytorialnych ze strony Nepalu, który formalnie musiał uznać niepodległość Sikkimu.
W okresie długiego panowania Tsudphud Namgyala (1793–1863) stolica została przeniesiona z Rabdantse do Tumlongu. Na żądanie brytyjskiego gubernatora generalnego, w 1835 r. obszar Dardżylingu został przekazany Brytyjskiej Kompanii Wschodnioindyjskiej. W 1894 r. stolica została przeniesiona z Tumlong do Gangtoku.
Od 1861 r. Sikkim był brytyjskim protektoratem, od 1950 r. protektoratem Indii.
Od 1963 r. Palden Thondup Namgyal sprawował władzę autokratyczną, a mniejszość tybetańska była uprzywilejowana. Partie opozycyjne: Sikkimski Kongres Narodowy, reprezentujący ludność nepalską, oraz Kongres Państwa Sikkim utworzyły Komitet Wspólnego Działania, który żądał reform ustrojowych i społecznych. W 1974 r. powołano sikkimską konstytucję i Zgromadzenie Narodowe a także zapowiedziano dalszą demokratyzację państwa oraz reformę rolną. W tym samym roku Sikkim stał się stanem stowarzyszonym Indii (ang. Associate State), co skutkowało 35. poprawką w indyjskiej konstytucji. Rok później w wyniku napiętych stosunków Indie rozpoczęły interwencję wojskową. W kwietniu żołnierze wkroczyli do Gangtoku i otoczyli pałac. Obalenie monarchii i dołączenie do Indii jako pełnoprawny stan odbyło się w wyniku plebiscyctu, w którym za tym opowiedziało się 97% głosujących.

### Lista władców Sikkimu[11]
- Phuntsog Namgyal – 1642–1670
- Tensung Namgyal – 1670–1700
- Chakdor Namgyal – 1700–1717
- Gyurmed Namgyal – 1717–1733
- Phuntsog Namgyal II – 1733–1780
- Tenzing Namgyal – 1780–1793
- Tsugphud Namgyal – 1793–1863
- Sidkeong Namgyal – 1863–1874
- Thutob Namgyal – 1874–1914
- Sidkeong Tulku Namgyal – 1914
- Tashi Namgyal – 1914–1963
- Palden Thondup Namgyal – 1963–1975

## Demografia
Sikkim to najmniej ludny stan w Indiach, zamieszkiwany przez 610 577 osoby zgodnie ze spisem ludności z 2011 r.. Ma także najmniejszą gęstość zaludnienia, wynoszącą 86 os./km². Przyrost populacji między 2001 a 2011 r. wyniósł 12,90%, aczkolwiek przyrost dla całości kraju był wyższy. Proporcja płci wynosi 890 kobiet na 1 000 mężczyzn. W 2005 r. współczynnik urbanizacji wynosił 11,06%.
W 2023 r. średni roczny dochód w Sikkimie wyniósł 519,96 tys. rupii.

### Języki
Językami urzędowymi Sikkimu są angielski, nepalski, sikkimski i lepcza. Jako lingua franca służy język nepalski, aczkolwiek na większości obszaru stanu w pewnym stopniu jest używany język angielski. Oprócz tego, niektóre mniejsze języki także mają oficjalny status, co ma na celu zachowanie kultury i tradycji.

### Grupy etniczne
Sikkim jest wieloetnicznym stanem, a najliczniejsze grupy etniczne to Nepalczycy, Lepczowie oraz Bhutia.
W obliczu niedostatecznych źródeł historycznych trudno jest określić, który naród osiedlił się w Sikkimie jako pierwszy, chociaż istnieje pogląd, że są to Lepczowie, którzy tam przybyli z Asamu i Górnej Birmy. Po nich w XVII wieku dotarły tybetańskie plemiona, powszechnie nazywane Bhutia, a na koniec w XIX wieku Nepalczycy, obecnie stanowiący większość populacji.
Nierdzenna ludność Sikkimu określana jako „ludzie równin” (ang. Plainsmen) obejmuje Bengalczyków, Biharczyków i Marwari, którzy odgrywają ważną rolę w handlu w Południowym Sikkimie i Gangtoku.

### Religia
Według spisu powszechnego z 2011 r., hinduizm wyznaje  57,76% populacji, co czyni go największą religią w stanie. Buddyzm jest praktykowany przez 27,39% populacji, chrześcijaństwo przez 9,91%, a islam przez 1,62%. W 2011 r. wszystkich okręgach religią większości był hinduizm, za wyjątkiem Sikkimu Północnego. Tradycyjnie Lepczowie i Bhutia wyznają buddyzm, a Nepalczycy – hinduizm.

## Podział administracyjny
Do grudnia 2021 stan Sikkim dzielił się na cztery okręgi, po czym od okręgów Sikkimu Wschodniego i Zachodniego oddzieliły się odpowiednio Soreng i Pakyong.

Mapa Sikkimu z okręgami

Aktualnie stan Sikkim dzieli się na sześć okręgów:
- Gangtok
- Gyalshin
- Mangan
- Namchi
- Pakyong
- Soreng